# Lenny Nangis
Lenny Nangis (Basse-Terre, 24 maart 1994) is een Frans voetballer die bij voorkeur als vleugelspeler speelt. Hij speelt sinds 2020 voor RWDM.

## Clubcarrière
Nangis werd geboren in Basse-Terre, de hoofdstad van het Franse overzeese departement Guadeloupe. Hij speelde in de jeugd van Cygne Noir Basse-Terre, Juvenis en SM Caen. Op vijftienjarige leeftijd sloot hij zich aan bij SM Caen om er twee jaar later te debuteren in het eerste elftal. In augustus 2011 ondertekende hij zijn eerste profcontract. Hij maakte zijn profdebuut op 31 augustus 2012 in de Coupe de la Ligue tegen Stade Brestois. In zijn eerste seizoen verzamelde hij 640 speelminuten in competitieverband. In 2012 degradeerde de club naar de Ligue 2. Na twee seizoenen promoveerde Nangis met Caen weer naar de Ligue 1, waar hij in het seizoen 2014/15 goed was voor vier goals en drie assists in de competitie.
In 2015 vertrok Nangis naar Lille OSC, dat 1 miljoen euro voor hem betaalde. In zijn debuutseizoen bij Lille speelde hij naast drie bekerwedstrijden slechts elf competitiewedstrijden. De club leende hem in het seizoen 2016/17 uit aan eersteklasser SC Bastia. Na afloop van de uitleenbeurt liet Lille hem definitief vertrekken naar tweedeklasser Valenciennes FC.
Na een seizoen bij Valenciennes ging Nangis zijn eerste buitenlandse avontuur aan: hij tekende bij de Griekse eersteklasser Levadiakos. Een jaar later stapte hij over naar de Noorse eersteklasser Sarpsborg 08 FF, maar daar kwam hij nooit aan spelen toe. In juli 2020 tekende hij na, na een half jaar zonder club gezeten te hebben, bij de Belgische tweedeklasser RWDM.

## Interlandcarrière
Nangis debuteerde in 2012 in Frankrijk –19, een jaar later in Frankrijk -20 en in 2015 in Jong Frankrijk. In 2018 debuteerde hij voor het Guadeloups voetbalelftal.
1 Lathouwers ·
3 Halilou ·
4 Doudaev ·
5 De Sart ·
6 Halifa ·
7 Montes ·
8 Abe ·
9 Parzyszek ·
10 Robail ·
11 Ziani ·
15 Laâziri ·
17 Barry ·
20 Poku ·
21 Marsoni ·
22 Soelle Soelle ·
23 Del Piage ·
26 Kestens ·
28 Hubert ·
29 Maurer ·
30 Baghli ·
31 Dodeigne ·
43 Sousa ·
49 Sapata ·
51 Preijs ·
53 Messad-Kouchiche ·
60 Awudu ·
70 Nkurunziza ·
77 Biron ·
83 Lemmens ·
84 El Arouch ·
99 Benjdida ·
Coach: Ferrera
· Assistent-coach: Baherlé
· Assistent-coach: De Camargo